# Seabiscuit
Seabiscuit (23. květen 1933 – 17. květen 1947) byl anglický plnokrevník vychovaný v Kentucky ve Spojených státech. Ve své době patřil k nejlepším
dostihovým koním v USA. Od nepříliš slibných počátků se vypracoval na nejlepšího závodního koně v zemi. V době Velké hospodářské krize se stal symbolem naděje mnoha Američanů.
V roce 1938 se po takzvaném „dostihu století“ stal „Koněm roku“. Roku 1949
o něm byl natočen film The Story of Seabiscuit(Seabiscuitův příběh) se Shirley Templeovou v hlavní roli. V roce 2001 vyšla kniha Seabiscuit: An American Legend (Americká legenda Seabiscuit), jež byla zfilmována a film byl v roce 2003 nominován na Oscara za nejlepší film.